# 小織
小織（しょうしょく）は、647年から685年まで日本で用いられた冠位である。上から数えて2番目で、大織の下、大繡・大縫の上にあたる。

## 解説
大化3年（647年）に制定された七色十三階冠の制で設けられた。大織・小織の冠は織物で作り、繡で縁どった。冠につける鈿は金銀で作った。深紫色の服を着用する規定であった。
『日本書紀』に小織になったと記される人物はいない。斉明天皇7年（662年）9月に百済の王子豊璋に織冠を授けたとの記事があるが、大とも小ともない。
天武天皇14年（685年）1月21日の冠位四十八階の制で冠位の名称が全面的に変わり、廃止された。 